# Junaške Blejke
Junaške Blejke je drama Josipa Debevca, ki jo je napisal leta 1912. Vrši se na Bledu, leta 1813, neprosredno pred begom Francozov s Kranjskega.

## Osebe
- Novakova, županja
- Minka, njena hči
- Jezerka, posestnica
- Francka, Nežica, njeni hčeri
- Barbka Burjeva, Urša Ferjanova, Jerica Gorenjčeva, Tončka Gradova, Hanca Hribova, Rezika Stolova, Rozalka Valova, blejska dekleta
- Mamzel Žanet, hči radovljiškega francoskega davkarja Fonqueta
- Maruša, beračica
- Mlinarica
- Stara Jezerka
- Francoski častnik, vojaki, žene in dekleta

## Vsebina

### 1. dejanje
Mamzel Žanet se navdušuje nad lepoto Bleda in »ilirske« govorice, ki se je je prav dobro naučila, očita pa dekletom vdanost cerkvi in katekizmu, to da jim zapira pogled, jih slepi, jih dela neumne. A kmalu bodo Francozi odprli šole, prinesli luč, omiko, kulturo! Toda mati županja dekletom pove, kakšna je ta jakobinska kultura: vlada se je odločila, da bo mnogim cerkvam na Slovenskem odvzela premoženje, med temi tudi Marijini cerkvi na Otoku. Dekleta se silovito uprejo, se posebej potem, ko od Maruše izvedo, da mislijo Francozi cerkev oropati še to noč in da jih bo vodil domači izdajalec; kdo je to, Maruša noče povedati. Dekleta se razidejo, da bi po vaseh okrog jezera dvignile upor, Francka pa ugane, da je izdajalec njen oče. Maruša ji svetuje, naj gre takoj v Radovljico in poklekne pred očeta, ki tam s Francozi popiva – morda ga bo iztrgala iz njihovih krempljev. Francko prevzame silen pogum, v Marijinem imenu se, ponoči in sama, takoj odpravi na pot.

### 2. dejanje
Stari in otroci so odveslali na Otok, kjer bedijo in molijo, dekleta pa se zbirajo na stražo ob jezeru, vsaka pride s kakšnim orožjem: očetovo puško, dedovo sabljo, helebardo itn. Polne so svete jeze, poguma in pripravljenosti na žrtvovanje. Mati županja razpostavi straže okrog jezera, vse se počutijo kot pravi kristjani pred preganjanjem.

### 3.dejanje
Pri Jezerki je žalostno, oče popiva s Francozi, ki so ga očitno obnoreli, mati v skrbeh išče Francko, ki je izginila. Šele Maruša prinese v hišo upanje: nekaj dobrega se je zgodilo, v jezeru potopljeni zvon se ne oglaša več … Tedaj vojaki v spremstvu mamzel pripeljejo zvezano Francko. Žanet je besna, Francko zmerja za vlačugo in špijonko. Maruša se ji odločno postavi po robu in napove, da bi Bog prav kmalu ponižal francoski napuh – morda še to noč. Žanet porogljivo odide, Francka pa pove, kako je hitela v Radovljico, našla očeta, da ga je njena prošnja pretresla in ga nagnila h kesanju – Marijina pomoč se torej že kaže! Nato odhiti k družicam: ura odločitve se je približala!

### 4. dejanje
Dekleta pod budnim nadzorom županje zvesto stražijo okrog jezera, zdi se jim tako lepo služiti in varovati Marijo. Prihajajo vznemirljive novice: okrog Ljubljane da gore po vrhovih kresovi, Avstrijci so menda že na Ljubelju, Francozi bodo morali prav kmalu bežati … Medtem vojaki že iščejo čolne, prikoraka oddelek z nasajenimi bajoneti, a ga županja, obkrožena z oboroženimi, odločno ustavi. Časnik vojakom ukaže ogenj. Francka pogumno plane pred puške, da bi z žrtvijo odkupila očetovo krivdo, ko se zaslišijo streli in carska himna. Vojaki zbeže, v silnem strahu pribeži tudi mamzel in dekleta milo prosi, naj jo skrijejo in rešijo. Francka jo usmiljeno odpelje na svoj dom, županja pa se z dekleti odpravi na Otok, da bi se zahvalile Mariji za rešitev. Prek mirne gladine se zmagoslavno razlega: »Čujte, gore in bregovi,/jakobince ugnale smo!«